# Bulbophyllum cephalophorum
Bulbophyllum cephalophorum là một loài phong lan thuộc chi Bulbophyllum.